# Караччоло ди Белла, Камилло
Маркиз Камилло Караччоло ди Белла (итал. Marchese Camillo Caracciolo di Bella; 30 апреля 1821 года, Неаполь — 6 апреля 1888 года, Рим) — итальянский государственный деятель, дипломат.

## Биография
Родился в семье Джузеппе Караччоло, седьмого принца ди Торелла, седьмого герцога ди Лавелло, восьмого маркиза ди Белла и Катерины Саличетти. Был восьмым и самым младшим ребёнком в семье. У него был один брат и шесть сестёр.
Принимал активное участие в борьбе за единство и независимость Италии. Активист Либеральная групп, действовавших в Неаполе, дважды был арестован в 1847 году и 1848 году и был вынужден эмигрировать в Швейцарию. Вернулся в Неаполь в 1853 году и возобновил свою политическую деятельность и снова присоединился к либеральным кругам. В начале 1857 года был одним из основателей Комитета порядка, в котором были собраны все оппозиционные группы. Вновь был вынужден эмигрировать, переехал в Пьемонт, участвовал в акции «заговорщиков» К. Б. Кавура, в пользу аннексии Королевства Обеих Сицилий. В 1860 году он вернулся в Неаполь, входил в состав Временного правительства, созданного Дж. Гарибальди после взятия города.
27 января 1861 года избран депутатом Палаты Депутатов Парламента Итальянского Королевства VIII созыва. Входил в группу Центра. Сложил полномочия в связи с переходом на дипломатическую службу.
С 22 июня 1862 года — чрезвычайный посланник и полномочный министр в Константинополе.
С 12 сентября 1863 года — чрезвычайный посланник и полномочный министр в Лиссабоне.
С 11 декабря 1864 года — чрезвычайный посланник и полномочный министр в Берне.
С 27 декабря 1865 года — чрезвычайный посланник и полномочный министр в Мадриде.
Со 2 июня 1867 года по 26 ноября 1874 года — чрезвычайный посланник и полномочный министр в Санкт-Петербурге.
С 19 апреля 1876 года по 28 апреля 1878 года — префект Рима. С 1876 года — сенатор Итальянского Королевства.
С 20 апреля по 5 мая 1878 года — префект Турина.
С 16 ноября 1882 года по 27 апреля 1886 года — вице-председатель Сената Итальянского Королевства.

## Награды
- Кавалер Большого креста ордена Святых Маврикия и Лазаря (28 августа 1868 года)
- Кавалер Большого креста ордена Короны Италии
- Великий офицер ордена Святых Маврикия и Лазаря

## Семья
Жена — графиня Анна Ивановна Логинова, дочь русского посланника в Неаполе. Брак заключён в 1848 году. Накануне замужества, приняла католичество.
Сын — Джузеппе Алессандро. Первая жена Регина д’Авалос, принцесса Монтесаркьо, вторая жена — Мария Руффо ди Калабрия.
Дочь — Лаура, была замужем за принцем Эмануэле Русполи.